# 미국의 민속
미국 민속(美國民俗)은 주로 유럽이 아메리카 대륙을 식민지화한 뒤 현재 미국에서 발전한 민속을 포괄한다. 또한 선콜럼버스 시대까지 거슬러 올라가는 민속도 포함되어 있다.
민속은 문화, 하위문화, 집단의 전통인 전설, 음악, 구전, 속담, 농담, 대중 신앙, 동화, 이야기, 관습, 풍습 등으로 구성된다. 이러한 표현 장르를 공유하는 실천의 집합이기도 하다.

## 같이 보기
- 블랙 헤리티지 트레일
- 존 C. 캠벨 민속 학교
- 코끼리를 보다